# Hisham III ibn Muhammad
Hisham bin Muhammad, conosciuto come Hisham III (in arabo هشام بن محمد المعتد بالله‎?; Cordova, 975 – Balaguer, 1036), fu il nono ed ultimo califfo omayyade del Califfato di Cordova, dal 1026 al 1031.

## Origine
Figlio di Muhammad ibn Abd al-Malik e di una moglie o concubina, di nome sconociuto, come riporta la Histoire des Almohades / d'Abd el- Wâh'id Merrâkechi.

Muhammad ibn Abd al-Malik era figlio di Abd al-Malik, a sua volta figlio dell'emiro omayyade ʿAbd al-Raḥmān III ibn Muḥammad, primo califfo omayyade del Califfato di Cordova, quindi Abd al-Rahman era un Omayyade, bisnipote di ʿAbd al-Raḥman III, e cugino di II grado di Hisham II ibn al-Ḥakam, come confermano sia la Real Academia de la Historia, che La web de las biografias.

Hisham era il fratellastro del 7º Califfo di al-Andalus, ʿAbd al-Raḥmān IV ibn Muḥammad.

## Biografia
Il califfo suo predecessore, Yahya al-Muhta, aveva delegato il governo al suo visir Abu Ja'far Ahmad b. Musa, mentre lui risiedeva nel suo sicuro feudo di Malaga.
I disordini che si accesero a Cordova portarono alla definitiva caduta della dinastia hammudide in al-Andalus e nel giugno del 1026 gli abitanti di Cordova cacciarono il visir che Yahya al-Mu`tali aveva lasciato in città e scelsero l'ultimo califfo del califfato, l'omayyade Hishām ibn Muḥammad.

Secondo la Histoire des Almohades / d'Abd el- Wâh'id Merrâkechi Hisham risiedeva ad Alpuente, mentre secondo la History Of The Mohammedan Dynasties In Spain Vol II risiedeva nella contea d'Aragona, a Lerida, per cui fu proclamato califfo solo nel giugno del 1027, dopo quasi un anno di sede vacante.

Hisham III adottò il laqab di al-Muʿtadd bi-llāh (Colui che spera in Dio).
Tuttavia Hisham III, con uno scarso seguito, entrò a Cordova solo a dicembre del 1029, prendendo possesso dell'Alcazar. 
Appena entrato in città delegò i compiti di governo a un primo ministro, il visir al-Ḥakam b. Saʿīd, che causò in pratica la bancarotta economica del regno e lo portò a imporre un aumento delle imposte, anche alle moschee: fatto che gli ʿulamāʾ considerarono contrario alla legge coranica. 

Tutto questo portò a un sollevamento popolare che oltre che all'assassinio del visir, portò alla deposizione, cattura e reclusione del califfo, a cui subentrò nuovamente un consiglio di Stato che decretò la soppressione del califfato, sostituito da un consiglio di permanente di notabili civili, che avrebbe dovuto governare su tutto il territorio di al-Andalus. Di fatto però alcune potenti famiglie, nelle loro terre di competenza, erano già indipendenti. Era iniziato il periodo conosciuto come primo periodo dei Regni di Taifa.
Hishām III, cacciato dal suo palazzo con i suoi fedeli, le mogli e le concubine, fu imprigionato in una moschea; quando riuscì a fuggire dalla prigione si rifugiò a Balaguer, vicino a Lérida, dove ottenne l'ospitalità del futuro al-Mustaʿīn I, e qui morì nel 1036.

### Fonti primarie
- (FR)  Histoire des Almohades / d'Abd el- Wâh'id Merrâkechi
- (EN)  The History Of The Mohammedan Dynasties In Spain Vol II
- (EN)  Muslim Spain and Portugal: A Political History of al-Andalus

### Letteratura storiografica
- Rafael Altamira, "Il califfato occidentale", in: «Storia del mondo medievale», Cambridge History of Middle Age, vol. II, 1999, pp. 477–515.